# Ficción

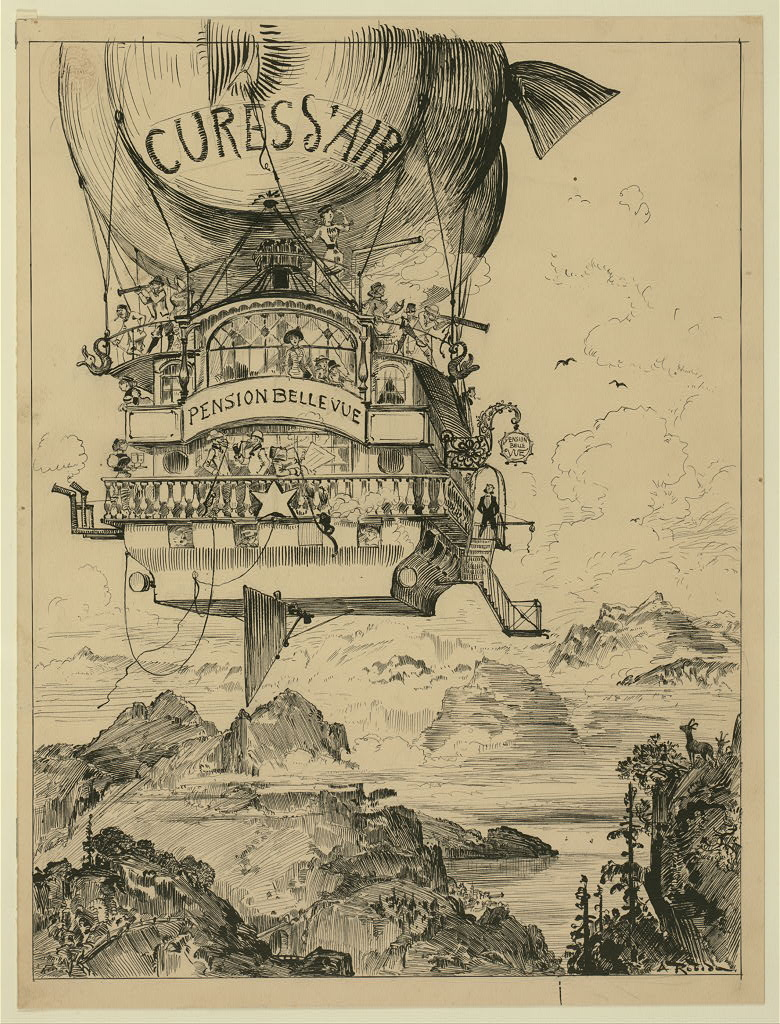
Imagen ilustrativa de ciencia ficción. Casa elevada por globo aerostatico sobre montañas.

Se denomina ficción a la simulación de la realidad que realizan las obras como literarias, cinematográficas, historietíscas, de animación o de otro tipo, cuando presentan un mundo imaginario al receptor. Estos mundos tienen sus propios personajes y reglas de verosimilitud, con un grado variable de realismo, sea porque toman algunos elementos de referencia de la realidad, sea porque la contradicen o transforman. Se opone a los géneros no ficticios, como el ensayo o los del periodismo, si bien algunas corrientes filosóficas reclaman que todo es en realidad ficción, puesto que no existe la objetividad en la interpretación o algo externo a la mente (idealismo radical). En el ámbito audiovisual, la ficción se suele oponer al documental y sus géneros derivados.
En psicología, diferenciar la ficción de la realidad es una capacidad que el niño tiene que adquirir progresivamente. En psicopatología una distorsión temporaria o permanente de esta capacidad de distinguir adecuadamente la ficción de la realidad, puede ser un síntoma de varios disturbios mentales (paranoia, psicosis, delirios, etc.) individuales como de grupos (psicosis colectiva). La delimitación entre realidad y ficción, no sólo es una cuestión objetiva, pero depende igualmente de un consenso social: el que se ve entre otros con textos sagrados, que para unos son una descripción de la realidad, para otras sólo metáforas y leyendas.
Etimológicamente, la palabra proviene del latín fictio o fictus (‘fingido’ o ‘inventado’), participio del verbo fingere que en su origen significaba «modelar la pasta del pan» y en sentido figurado «aquello que ha sido modelado, inventado, fingido».

## Concepto de ficción
El concepto de ficción varía según cómo se use. Puede existir ficción fuera del arte, como por ejemplo en las tradiciones (personajes legendarios que se transmiten entre generaciones ligados a determinadas fiestas o valores morales) o en los libros de texto, donde se ponen ejemplos inventados para explicar conceptos. Siempre exige un cierto grado de discurso y por eso está fuertemente ligada a la narrativa.

### Mundos posibles y el pacto ficcional
Desde un punto de vista semántico la ficción presenta un dilema: como lectores o consumidores de ficción, podemos no sólo aceptarla (a pesar de su evidente falsedad), sino, además, hacer juicios sobre la verdad o falsedad de enunciados ficcionales.
La teoría del significado de la oración, iniciada por el lógico Richard Montague a finales de la década de 1970, posibilita dar un enfoque bastante útil al proceso de interpretación. Validar la significación a partir de las premisas de un «modelo» previamente establecido o Mundo Posible, nos permite razonar y tratar aseveraciones sobre mundos que, a pesar de saber que nunca serán verídicos, son vividos y validados como realidades.
En el Mundo Posible de la ficción se establece una regla básica para acceder: el enunciador (el emisor) y el enunciatario (el receptor) suscriben tácitamente un pacto ficcional por el cual el consumidor de ficción acepta el mundo imaginario que se le presenta, sabiendo que aquello que se le muestra o insinúa es una historia imaginaria, no por eso piensa que es una mentira. En términos de Coleridge se trata de una suspensión de la incredulidad: el consumidor deja de lado, momentáneamente, la tendencia a verificar, a constatar, a adecuar la ficción a la realidad y a aplicar el razonamiento lógico a lo que se le ofrece.
Un mundo posible acontece real, dado que hace referencia en un mundo narrativo de estructura cultural que, aunque no exista de hecho, es verdadero en la medida que está formado por un conjunto de individuos dotados de propiedades y de acontecimientos que son juzgados como posibles y coherentes. Si el mundo real cotidiano se rige por el concepto de verdad evidente, el mundo posible lo hace por el concepto de verdad circunstancial: a pesar de que el enunciado pueda ser calificado de literalmente falso, se acepta como verdad para la aceptación del mundo posible. Por ejemplo, aunque sea falso que los conejos hablen, en la medida que participamos en el mundo posible de Alicia en el País de las maravillas de Lewis Carroll, estos hechos no nos sorprenden, más bien los aceptamos como verdades metafóricas. La suspensión de la incredulidad, aunque comporte tener conciencia que el País de las Maravillas «no es verdadero», no por eso pensamos que es mentira.
En un mundo posible, los conceptos de verdad y de mentira, se tienen que entender desatados de universalidad. La verdad, aunque se nos presente incuestionable y más allá de opiniones e intereses, en el interior de un mundo posible, es siempre una construcción convencional y temporal, y solamente es válida en estas circunstancias. Las verdades de los mundos posibles son verdades sólidas e incuestionables. Por el contrario, las verdades del mundo real siempre pueden ser cuestionadas, como dice Eco, «la narratividad nos proporciona mundos anclados, que floten menos que los universos reales, aunque de encomendero pensamos que las cosas son a la inversa».

### Conceptos similares
La ficción a menudo se relaciona con otros conceptos, como por ejemplo la fantasía. Aun así, ambos termas no son sinónimos. Las obras de género fantástico se catalogan como ficticias, pero no todas las obras de ficción pertenecen al reino de la fantasía, puesto que muchas de ellas tienen una ambientación realista. Las obras fantásticas incluyen elementos sobrenaturales, salvo que no aparece en todos los discursos ficcionales.
Otro falso sinónimo sería considerar ficticio como falso. La verdad corresponde a los juicios sobre los hechos y no se aplica en el mundo imaginario, igual que tampoco se puede aplicar a las expresiones emotivas y otros tipos de enunciados. Dentro del mundo posible de la ficción existen unas propias reglas de verdad, entente como coherencia de conjunto. Así, podría ser verdad o mentira afirmar una característica de un personaje o la existencia o no de un acontecimiento en una obra, sin que tenga que haber un referente existente. De hecho, la lógica a menudo analiza enunciados referidos a conceptos ficticios, como el "rey de Francia actual".
Se relaciona ficción con imaginación, puesto que esta facultad mental es la que permite que haya obras ficcionales. La imaginación permite crear mundos alternativos por parte del autor y decodificar-los por parte del receptor. Esta capacidad se relaciona con el hecho que el ser humano tenga un lenguaje simbólico, que permite referirse a entidades no presentes en la aquí y la ahora y esta proyección (poder comunicar experiencias no presentes) ayuda a crear otros sin ningún referente real, o basadas en porciones de varias experiencias.

## Historia del concepto de ficción

### El concepto demímesis
El concepto de ficción en la tradición occidental está muy ligado al concepto de mímesis, desarrollado en la Grecia clásica, en las obras de Platón (quien consideraba a las obras poéticas como imitaciones de los objetos reales, que a su vez eran imitaciones de las ideas puras) y sobre todo en la Poética de Aristóteles, en la que el concepto de mímesis desempeña un papel esencial. Para Aristóteles, todas las obras literarias copian a la realidad, de acuerdo con el principio de la verosimilitud; lo que diferencia a la literatura de la historia es que esta copia las cosas que han sucedido, y aquella las que podrían suceder.
Es necesario insistir en que Aristóteles no dice que la literatura deba ser la imitación del mundo real, sino la imitación "de las acciones de los hombres". Esta diferencia es la que permite que lo verosímil irreal tenga cabida en la literatura. Paul Ricoeur ha subdividido el concepto de mímesis aristotélico en tres fases:
- Mímesis 1: el proceso de configuración del texto y la disposición de la trama por parte del autor.
- Mímesis 2: la propia configuración del texto, que puede responder o no al mundo exterior.
- Mímesis 3: la reconfiguración del mundo del texto que debe realizar el lector o espectador.

### La relación con lacatarsis
La Poética de Aristóteles también introduce otro concepto muy relacionado con lo anterior: el de catarsis. La tragedia, al imitar acciones de personajes buenos que caen en desgracia, logra la implicación emocional del espectador, quien a través de la compasión y el miedo se purifica interiormente. Dicha reacción emocional tiene su base en la suspensión del juicio de realidad con respecto a la acción trágica: alguien muy consciente de la irrealidad de la obra no podría empatizar con sus personajes.
Frente a esta concepción de la literatura como catarsis, algunos autores contemporáneos, en especial Bertolt Brecht han propuesto la anulación de la implicación emocional, a través de un «teatro épico», una de cuyas características es acentuar la irrealidad de la representación, exagerando la distancia entre ficción y realidad. De esta forma, Brecht quería lograr que los espectadores realizasen un juicio crítico y racional de la acción, en vez de una implicación emocional e irracional.

## Características principales de las obras de ficción
A pesar de que no hay ninguna teoría de la ficción que esté ampliamente aceptada, se han descrito las propiedades características de las obras de ficción. Coinciden en buena parte con los elementos de la narrativa, puesto que es el género principal de las obras ficcionales (si bien no es exclusivo).
La primera característica es la existencia del llamado mundo ficticio, es decir, un contexto que requiere continuidad o un marco donde ambientar la trama. Este mundo no tiene que ser necesariamente fantástico, sino que es ficticio en cuanto que incluye acontecimientos que no han pasado en la realidad, independientemente de que el marco imite totalmente el mundo exterior. De hecho, el que se narra se considera que tiene que funcionar como funcionaría en el mundo real si no se indica el contrario, por ejemplo, si aparece la palabra "mesa" se tiene que entender que es una mesa parecida a las mesas existentes mientras no haya una descripción que lo aleje de estas. Los elementos ficcionales pueden mezclarse con otros elementos históricos, como por ejemplo, personajes reales o hechos que sí que han sucedido. Esta combinación puede tener como función aumentar la verosimilitud de la trama, ambientar la historia en un mundo ficticio conocido por los receptores o con intención paródica.
En segundo término hacen falta unos personajes que protagonicen una trama, la cual se presenta con un determinado punto de vista. El punto de vista en medios escritos coincide con el narrador, mientras que en medios audiovisuales combina la voz narrativa con la cámara o foco. La trama, que es la historia de ficción, presenta unos acontecimientos que incluyen una acción de cambio entre dos situaciones, acompañada o no de elementos añadidos como descripciones, diálogos o reflexiones de la voz narrativa.
Una ficción es siempre un pacto lingüístico: se considera que la lengua pierde su función referencial y se asume que los referentes pertenecen en el mundo posible. Es a través de la lengua (o las imágenes, pero siempre con conceptos asociados y codificados lingüísticamente) que se transmite la ficción, la historia que vehicula el mundo alternativo. Esta convención lingüística puede afectar también a la forma, en general las obras de no ficción tienen un lenguaje más claro, menos metafórico o con un uso inferior de la función poética de la lengua, mientras que las obras ficcionales pueden presentar más abundancia de recursos retóricos (cómo se usan, pero, depende más del estilo personal del autor o del movimiento al cual pertenezca).
Por último, es importante la concepción que los implicados en la distribución de la ficción tengan sobre esta. Un mismo documento puede ser recibido históricamente como real o como ficticio, como por ejemplo los bestiarios medievales, que a su época se tenían por testigos verídicos de fauna y contemporáneamente se toman como imaginaciones sobre criaturas nunca existentes o deformaciones de animales reales. Incluso un discurso pretendidamente objetivo, como el de la historiografía, puede contener elementos considerados ficcionales por un receptor. El caso de textos sagrados muestra también esta ambigüedad, puesto que un mismo relato es revelación para un creyente, y por lo tanto, verdad, y para otro sólo una leyenda, y por lo tanto, no real. La etiqueta de ficción, pues, requiere la complicidad del autor y de su público.
Varias señales pueden ayudar a activar la convención de ficcionalidad (entendiendo que no hay discursos ficticios, sino interpretaciones como ficcionales o no de determinados discursos) en el receptor, como por ejemplo un escenario o un género literario. También pueden aparecer elementos que rompan momentáneamente la ilusión de la ficción, como por ejemplo la técnica llamada romper la cuarta pared, donde voluntariamente un autor hace que los personajes se dirigen al público o que afirmen que están viviendo en un mundo irreal. Los errores de verosimilitud rompen de manera involuntaria la ficcionalidad.

## Elementos narratológicos de la ficción
Aunque «ficción» y «narración» no son términos sinónimos (ya que no toda ficción es narrativa, ni toda narración es ficticia), la narración sí es el modo predominante de introducirse en mundos de ficción. De ahí que exista lo que se conoce como «pannarrativismo», consistente en la aplicación (a veces excesiva) de las herramientas de análisis narrativo, tradicionalmente desarrolladas en el campo de la crítica literaria, a cualquiera de las formas en las que puede manifestarse la ficción: el cine, el teatro, la televisión, los cómics, los videojuegos...
La narratología o estudio de la narración, desarrollado fundamentalmente por las corrientes estructuralistas a lo largo del siglo XX, se centra principalmente en cuatro de los elementos constitutivos de la narración: el narrador, los personajes, el tiempo y el espacio.

### El narrador
Es la entidad, creada por el autor, que narra la historia. Existen diversas categorías para clasificar a los narradores, teniendo en cuenta tanto su participación en los hechos que narra, la persona gramatical que emplea y cuán amplio es su conocimiento sobre los hechos que está narrando.
Puede ser:
- Ser omnisciente en tercera persona (él/ella): cuando el narrador sabe todos los hechos, no es un personaje y no juzga los hechos moralmente. Es un narrador clásico que se encuentra en muchas novelas en siglos pasados.
- Primera persona (yo): cuando el narrador relata los hechos que vivió él, es el protagonista de la historia. Tiene conocimiento limitado de las situaciones.
- Segunda persona (tú): cuando el narrador relata los hechos que le ocurrieron al lector quien toma el rol de protagonista.
- Tercera persona (él/ella): cuando el narrador relata los hechos que le ocurrieron a un personaje de la historia. Es un personaje, un espectador de los hechos, por lo tanto, no sabe todos los detalles, a diferencia del Ser omnisciente, puede realizar juicios morales.

### Los personajes
Los personajes de una narración tienen características que los definen y los hacen distintos a otros, pueden ser personajes animales, cosas, estos tienen características de personas (pueden hablar, pensar, reír, etc.).

### El tiempo
En un texto narrativo indica el momento en que sucede cada uno de los acontecimientos, pero también señala la duración de esos acontecimientos (al amanecer, durante la fiesta, etc.).

### El espacio
Es el lugar físico en el que se desarrollan los acontecimientos (playa, campo, monte, etc.) o el ambiente en el que transcurre la vida de los personajes (ambiente de alegría, tranquilidad, etc.).

### El pacto ficcional
El pacto ficcional estipula un acuerdo casi contractual entre el autor y el receptor de la obra mediante el cual este último se permite la cesión del juicio de verdad. De esta manera, tiene lugar la libre disposición de las reglas propias del mundo representado, creadas por el autor. La existencia del pacto ficcional suspende la pregunta por la falsedad o no de la obra y permite la identificación catártica y la inmersión del receptor en el plano ficcional.
Es importante notar cuán necesario es que el receptor sepa que está enfrentando una ficción para que el pacto ficcional pueda cumplirse. Caso contrario, la ficción no tiene lugar como tal y el receptor se siente engañado, agredido o confundido. A modo de ejemplo, el pacto ficcional es lo que nos permite centrarnos en el argumento de una película de animación en la que los personajes son juguetes sin levantarnos de nuestros asientos indignados por la mentira que el director ha querido vendernos.

## Funciones de la ficción
Históricamente, ha surgido la pregunta sobre la necesidad de la función, por qué el ser humano tiende a crear mundos diferentes al real e historias que no han sucedido. La ficción es una forma de entretenimiento, ayuda a pasar el rato y proporciona placer saber qué ocurre a unos personajes, manteniendo el suspenso de la trama. Si hay elementos que provocan reír o emociones, aumenta la sensación de rato placiente. La segunda función ya fue explicitada por la catarsis de Aristóteles: al producirse una identificación momentánea con los protagonistas, el consumidor de ficción vive ficcionalmente otra realidad que le permite purgar o exacerbar sentimientos que después puede aplicar a su vida real. En este sentido, determinados autores han subrayado la función psicológica de la ficción: permite vivir sin riesgo experiencias que después transmiten enseñanzas aplicables a la propia existencia, es decir, la ficción actuaría como una simulación que ayudaría a comprender las vivencias reales y saber como reaccionar.
La ficción sería entonces una necesidad cognitiva universal, las personas necesitan imaginar otras vidas para poder entender el presente, como en los sueños. Por eso todas las culturas tienen sus formas de ficción. La televisión y el cine han hecho que la ficción acontezca masiva, con argumentos audiovisuales que permiten la evasión del presente pero con un grado de realismo mayor, puesto que una de las normas de la ficción es que cuando la persona entra, suspende los juicios de verdad habituales: cree momentáneamente la existencia de aquella historia para poder sentir las emociones que propone el autor o para divertirse. Es un mecanismo mental presente en otras esferas, como por ejemplo el juego.
La ficción transmite también modelos y normas, sea porque presenta una alternativa a las aceptadas por la comunidad, o sea porque las recrea, puesto que toda ficción transcurre en un contexto determinado. Por eso la ficción ayuda a la socialización, explicitando el que es aceptable y no aceptable, poniendo ejemplos de situaciones donde se tienen que tener en cuenta unos valores determinados o bien contribuyendo al aprendizaje de la lengua, que es uno de los vehículos privilegiados de transmisión cultural.
Pero si bien la ficción expone alternativas gracias en los Mundos Posibles que se encuentran a obras literarias y artísticas, hay que aclarar que la ficción ha sido presente desde la prehistoria, determinando las estructuras sociales de los Homo sápiens, y su éxito ante las otras especies.
Las leyes, la ética, la moral, el bien y el mal, los valores o la fe en un dios, no existen en el mundo físico. Son conceptos intangibles creados por las personas, imaginados. Sin ficción, el funcionamiento del mundo cotidiano no existiría, porque las premisas sobre las cuales se fundamenta no son reales.
Aun así, son la razón de la superioridad humana. La convivencia permite la cooperación de colectivos de un máximo de ciento cincuenta individuos. Conocer y confiar en mil personas sería imposible, porque toda relación de confianza requiere una gran cantidad de tiempo. En cambio, si estas mil personas creen en unos valores y objetivos comunes, cooperarán entre ellas aunque no se conozcan. Y esta cooperación en masa es la responsable del dominio humano, de la creación de redes económicas internacionales, etc.
Porque la realidad es que las personas no únicamente necesitan imaginar otras vidas para poder entender el presente, sino que necesitan la imaginación para crear su presente.
Al consumir ficción, se activan determinados procesos mentales que están relacionados con la inteligencia. Así, hay que poner en marcha mecanismos de comprensión (seguir el hilo de la historia, comprender el marco de referencia si es diferente al actual), de empatía (plantearse qué haría cada cual en el lugar del personaje, sentir con los protagonistas), planteamiento de hipótesis (avanzarse al que pasará, comprobar estas presuposiciones) y mantener la atención. Cuanto más compleja es una ficción, más elementos cognoscitivos activa.
La ficción se puede usar con una finalidad didáctica, puesto que los ejemplos y narraciones son más fáciles de entender que las exposiciones. El mito, la fábula y la parábola se enmarcan dentro de esta tendencia, igual que los exempla medievales o los personajes conductores del libro de texto infantil. También puede usarse para la publicidad y propaganda (a los anuncios, al storytelling de empresa o institución, etc.), porque el contenido ficcionalizado es más cercano al receptor.

## Acercamientos a la semántica de la ficción

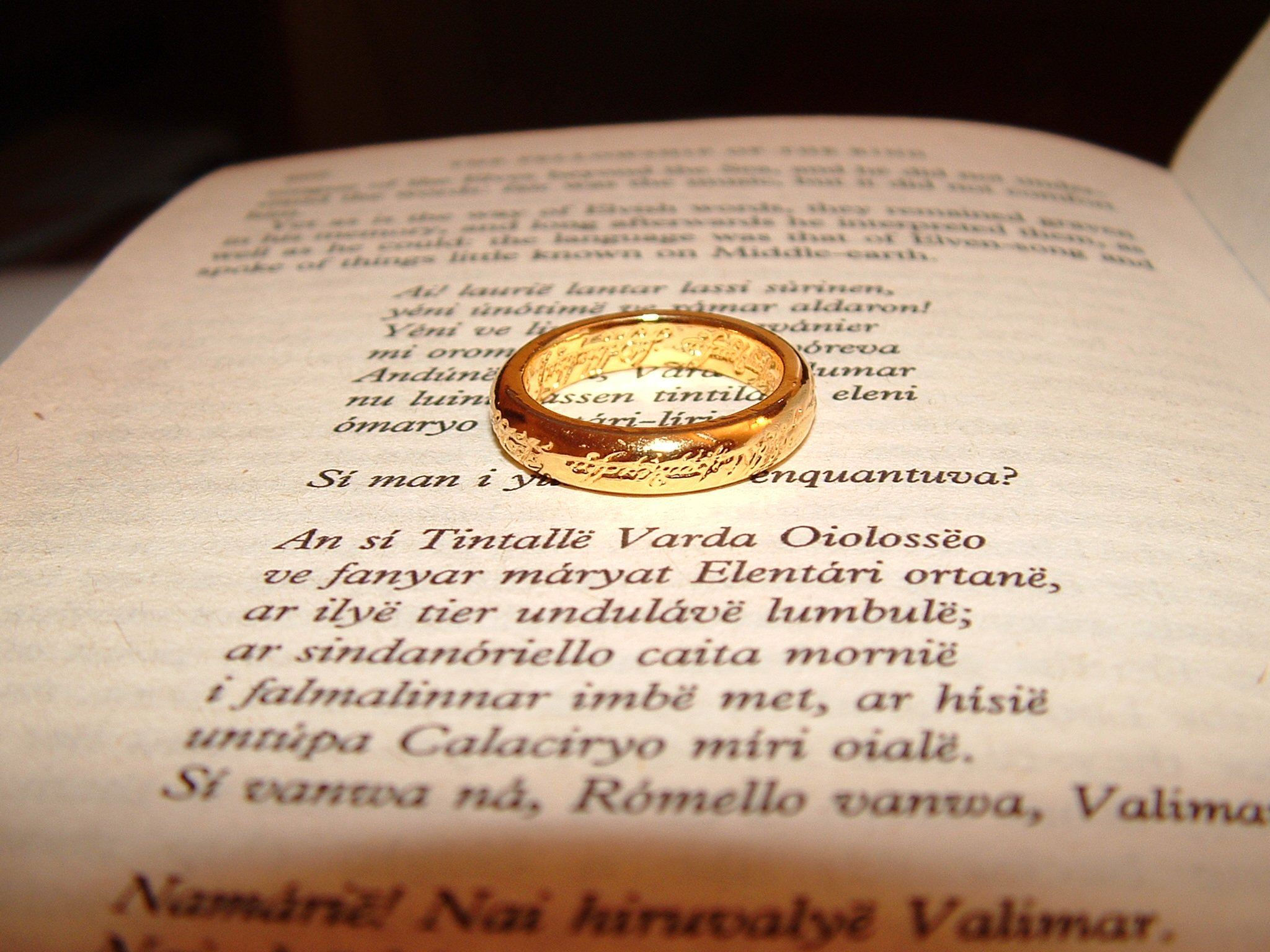
Página del libro La comunidad del anillo junto con una réplica del Anillo Único en medio

### La teoría de los mundos posibles
La teoría de los mundos posibles, desarrollada principalmente por Lubomír Doležel[cita requerida] e introducida en España por Tomás Albaladejo[cita requerida] realiza un acercamiento semántico al hecho ficcional, es decir, a través de su significado y no de su forma externa (como hacía, principalmente, la narratología). Basándose en planteamientos apuntados por autores como Leibniz, la teoría de los mundos posibles sostiene que toda ficción crea un mundo semánticamente distinto al mundo real, creado específicamente por cada texto de ficción y al que solo se puede acceder precisamente a través de dicho texto. Así, una obra de ficción puede alterar o eliminar algunas de las leyes físicas imperantes en el mundo real (como sucede en la ciencia ficción o en la novela fantástica), o bien conservarlas y construir un mundo cercano —si no idéntico— al real (como sucede en la novela realista. Según esta teoría, los únicos «requisitos» para crear un mundo posible es que este pueda ser concebido y que una vez concebido mantenga una congruencia interna.
Esta aproximación semántica a la ficción tiene la ventaja de explicar, además, cómo es posible realizar juicios de verdad o falsedad acerca de afirmaciones ficcionales: serían verdaderos aquellos enunciados que cumplen con las reglas propias del mundo posible creado por la ficción (ej.: «Los robots no pueden dañar al ser humano» en las novelas de Isaac Asimov); son falsos aquellos que las infringen (ej.: «Los hobbits tienen alas» en El Señor de los Anillos). El tipo de verdad que se maneja en una semántica de mundos posibles es del tipo coherentista, es decir, que toda afirmación será verdadera, en el interior de un mundo posible (en este caso un libro, pero también una película, o cualquier ejercicio en el que se conciba un mundo distinto al fáctico) cuando mantenga coherencia con el resto de las afirmaciones que se hagan respecto a ese mundo. Así mismo, la semántica de mundos posibles mantiene una teoría de la identidad, para Saul Kripke lo que nos permite identificar a cualquier sujeto es su nombre propio, como designador de todas sus coordenadas espacio-temporales en todos los mundos posibles, de este modo podemos identificar, a manera de ejemplo, a Adolf Hitler aun en un ‘mundo’ en el que los nazis lograron expandir su dominio a todo el planeta.
Secundariamente, la «teoría de los mundos posibles» también es útil para explicar los argumentos establecidos en las fanfictions, en el que los autores de determinada fandom interiorizan las reglas de ese «mundo posible» en concreto y, conservándolas o modificándolas a su vez, crean nuevas ficciones dentro del mismo mundo posible.

## La ficción en otros medios
Hoy en día la relación entre literatura de ciencia ficción y el cine es muy grande, lo que puede ser indicador de que estas obras son más adaptables que otras. Y tales características que posee este género se relacionan mucho a los personajes; estos no evolucionan, solo son piezas que dan entrada a lo más importante: la trama. Razón por la cual algunos expertos no creen que la ciencia ficción sea literatura.
Otra característica que hace que este tipo de novelas sea más transportable al séptimo arte, es su nivel discursivo. En los escritores, no existe una conciencia lingüística, una reflexión sobre el lenguaje. En la ficción es más sobresaliente lo original de un tema que la cuestión estilística. Estas características atribuidas al género de ficción son lo que coadyuvan a la transformación de este en sus distintas formas.
Desde el siglo XXI, ver una trama de ficción en el cine permitía advertir al espectador común lo que solo era conocido entre los investigadores en los cincuenta; que el análisis de las tramas ficticias permite notar una serie de puntos recurrentes y que crea una estructura constante en todas estas narraciones. Este hallazgo se le atribuye al ruso Vladímir Propp quien distingue entre 31 funciones narrativas en los cuentos de hadas populares y, de ahí, en cualquier argumento ficticio sobre el que se quiera desarrollar una secuencia. Aunque no todos ellos aparecen en todos los cuentos, su función básica a menudo permanece y el orden es prácticamente siempre el mismo.

## Géneros de ficción

### Por temática
- Fantástico:
  - Cuento de hadas,
  - Novela de caballerías,
  - Terror gótico,
  - Terror moderno,
  - Fantasía heroica.
- Ciencia ficción.
- Novela romántica.
- Novela de detectives, novela negra, novela de espías.
  - Tema